# Heterodera bergeniae
Heterodera bergeniae é um nematódeo patógeno de plantas.